# Laudelina de Campos Melo
Laudelina de Campos Melo (* 12. Oktober 1904 in Poços de Caldas; † 12. Mai 1991 in Campinas) war eine brasilianische Aktivistin, Arbeitsorganisatorin und Gemeindearbeiterin. Als Afrobrasilianerin und lebenslange Hausangestellte hat sie frühzeitig bemerkt, wie sehr arbeitende Frauen diskriminiert und unterschätzt wurden. Während ihres Lebens versuchte sie die öffentliche Wahrnehmung und Politik zu verändern und hat erfolgreich Organisationen für Hausangestellte etabliert, welche für eine Änderung ihrer Behandlung lobbiierten, sowie dafür kämpften, dass sie als Mitglieder der Arbeiterklasse akzeptiert wurden und dadurch deren Vorteile und Rechte erhielten.

## Kindheit und frühes Leben
Laudelina de Campos Melo wurde am 12. Oktober 1904 in Poços de Caldas, Minas Gerais, Brasilien, als Tochter von Sidônia and Marco Aurélio geboren. Ihre Mutter war ebenfalls Hausangestellte, ihr Vater arbeitete als Holzfäller. Beide Elternteile waren Kinder von Sklaven, erhielten allerdings unter der Lei de Ventre Livre, welche 1871 verabschiedet wurde, bei ihrer Geburt ihre Freiheit, während ihre Eltern weiterhin in Knechtschaft blieben. In ihrem 12. Lebensjahr, als ihr Vater bei einem Unfall beim Bäume fällen starb, hat Melo die Schule abgebrochen um sich um ihre fünf jüngeren Geschwister zu kümmern, damit ihre Mutter in Vollzeit in einem Hotel arbeiten konnte.
Schon in ihrer Jugendzeit war Melo daran interessiert ihre Gemeinde zu verbessern und arbeitete in verschiedenen kulturellen Organisationen für Schwarze. 1920 wurde sie zur Vorsitzenden einer kulturellen Gruppe, Clube 13 de Maio, gewählt, welche sich auf politischen Aktivismus und das Organisieren von Freizeitaktivitäten spezialisierte. Noch in ihrer Jugend fing sie an, als Hausangestellte für Julia Kubitscheck zu arbeiten. Kubitscheks Sohn, Juscelino, wurde in den Mitt-50er-Jahren Präsident Brasiliens und Melo lebte und wohnte in ihrem Haushalt auch nachdem die Familie nach São Paulo zog.

## Aktivismus
1924 heiratete Melo den Steinhauer Henrique Geremias, der aus Rio de Janeiro stammte. Sie wurde immer mehr auch politisch aktiv und trat der Kommunistischen Partei von Brasilien bei, der Frente Negra Brasileira (Schwarze Brasilianische Front), sowie der kulturellen Organisation Saudade de Campinas. Das Paar blieb bis 1932 in São Paulo, wo ihre zwei Kinder geboren wurden, bevor sie nach Santos umzogen. Dort fokussierte sich Melos Aktivismus darauf, Rassenvorurteile und Benachteiligung der Arbeitskraft arbeitender Frauen zu bekämpfen. 1936 gründete sie die Associação de Trabalhadoras Domésticas (Vereinigung der Hausangestellten) von Brasilien. Das Ziel dieser Organisation war es, auf die Rechte der Hausangestellten zu drängen, sodass ihre Arbeitskarten unterschrieben und ihr Arbeitsverhältnis geschützt wären. Durch die Vereinigung von Arbeitern in der Organisation hoffte sie, eine Plattform zu schaffen, um ihre Ausbildung in rechtlichen Fragen, die für sie von Belangen waren, zu verbessern und ein gemeinsames Bewusstsein und die Solidarität zwischen weiblichen Hausangestellten aufzubauen, um für ihre Rechte zu kämpfen.
1938 zog Melo nach Campinas, nachdem sie sich von ihrem Ehemann getrennt hatte. Sie drängte weiter auf Rechte für Hausangestellte, bis soziale Organisationen im Jahr 1942 durch die Diktatur von Präsident Getúlio Vargas verbannt wurden. Als Vargas 1946 durch einen coup d’état abgesetzt wurde, setzte sie ihre Tätigkeit in der Vereinigung von Arbeitern als deren Präsidentin fort. In den 1940ern, während sie als Kindermädchen arbeitete, zog sie mit der Familie, für die sie arbeitete, nach  Mogi das Cruzes, wo sie ein Farmhaus / ein Hotel verwaltete, bis ihr Arbeitgeber starb. 1954 oder 1955 kehrte sie deshalb nach Campinas zurück und öffnete eine Pension, wodurch sie das Leben als Hausangestellte hinter sich ließ. Um ihre Einkünfte zu ergänzen, verkaufte Melo Kleinigkeiten in den Guarani und Ponte Preta Fußballstadien und verdoppelte außerdem ihre Arbeit in Bereichen des Kultur- und Handelsaktivismus. Durch ihre Aktivität in der Schwarzenbewegung Brasiliens, nahm sie in der Teatro Experimental do Negro (Schwarzes experimentelles Theater) Gruppe teil, welche danach strebte, der schwarzen Jugend durch Tanz und Theateraufführung vertrauensbildende kulturelle Aktivitäten zu ermöglichen. Um den Zugang zu professionellen Trainings zu unterstützen, gründete Malo eine Tanz- und Musikschule in Campinas.
1961 gründete Melo die Associação Profissional Beneficente das Empregadas Domésticas (Berufsverband der Hausangestellten), um die Alphabetisierung und Gewerkschaftsarbeit für Hausangestellte zu unterstützen, und ganze 1.200 Arbeiter nahmen an der Eröffnungsfeier teil. Die Organisation wurde 1964 zur Schließung gezwungen, als ein neuer Militärputsch die Militärdiktatur zurückbrachte, die bis 1985 regierte. Da die politische Unterdrückung jegliche Art von Handelsorganisation verbot, versuchte Melo, den Verband als Komitee unter der União Democrática Nacional (Partei der Nationaldemokratischen Union) unterzubringen, allerdings war sie aus gesundheitlichen Gründen dazu gezwungen, ihr Vorhaben 1968 aufzugeben und die Partei wandte sich den Problemen der Hausangestellten ab. Zu dieser Zeit arbeitete Melo ebenfalls mit dem progressiven Flügel der katholischen Kirche, um weiterhin die Rechte der Hausarbeiter zu verbessern. 1970 gelang es, das Recht durchzusetzen, dass Hausangestellte ihre Arbeitskarten unterschrieben bekommen mussten. Dies führte dazu, dass ihre Rechte und Vorteile als Arbeiter rechtlich geschützt waren.
Als 1982 die Einschränkungen für Arbeiterorganisationen aufgehoben wurden, nahm Melo ihre Arbeit im Berufsverband der Hausangestellten wieder auf. 1988 strukturierte sie den Verband zu einer offiziellen Gewerkschaft um, welche unter dem Namen Sindicato dos Trabalhadores Domésticos (Gewerkschaft der Hausangestellten) agierte.

## Tod und Vermächtnis
Melo starb am 22. Mai 1991 in Campinas und spendete ihr Haus, damit es als Hauptquartier des Sindicato dos Trabalhadores Domésticos genutzt werden konnte. Sie ist als Gründerin der ersten Hausarbeiter Union in Brasilien anerkannt und eine Pionierin in Brasilien Aufmerksamkeit auf die Probleme der Hausarbeiter zu lenken und ihre Rechte zu schützen. Ihre Arbeit führte dazu, dass ähnliche Organisationen in anderen Bundesstaaten gegründet wurden und war von zentraler Bedeutung für die Anerkennung von Hausangestellten, die das Recht erhalten, als Arbeiter eingestuft zu werden, und die Leistungen geschützt haben.

## Trivia
Am 12. Oktober 2020 anlässlich ihres 116. Geburtstages wurde de Campos Melo mit einem Google Doodle geehrt.